# Liodrosophila kimurai
Liodrosophila kimurai är en tvåvingeart som beskrevs av Chen och Masanori Joseph Toda 1994. Liodrosophila kimurai ingår i släktet Liodrosophila och familjen daggflugor. Inga underarter finns listade i Catalogue of Life.